# Westland Marathon 1988
De Westland Marathon 1988 werd gehouden op zaterdag 9 april 1988. Het was de negentiende editie van deze marathon. Start en finish lagen in Maassluis.
De Belg Cor Saelmans won de wedstrijd in 2:13.12. Hij was ruim twee minuten sneller dan zijn landgenoot Alex Hagelsteens. Johan Geirnaert maakte het Belgische podium compleet door derde te worden in 2:15.30. Bij de vrouwen was de Hongaarse Ilona Janko het snelste; zij finishte in 2:42.16.
In totaal finishten er 626 deelnemers, waarvan 609 mannen en 17 vrouwen.

## Uitslagen

### Mannen
| rang   | naam               | land | tijd    |
| ------ | ------------------ | ---- | ------- |
| Goud   | Cor Saelmans       | BEL  | 2:13.12 |
| Zilver | Alex Hagelsteens   | BEL  | 2:15.21 |
| Brons  | Johan Geirnaert    | BEL  | 2:15.30 |
| 4      | Alain De Boeck     | BEL  | 2:16.48 |
| 5      | Aart Stigter       | NED  | 2:16.51 |
| 6      | Peter van der Elst | BEL  | 2:17.15 |
| 7      | John-Andrew Boyes  | ENG  | 2:17.25 |
| 8      | Paul Pieters       | BEL  | 2:17.40 |
| 9      | Jan van Rijthoven  | NED  | 2:17.48 |
| 10     | Jos Koniuszek      | NED  | 2:19.03 |
| 11     | Joos Casteele      | BEL  | 2:20.32 |
| 12     | Cees Kraaijeveld   | NED  | 2:21.15 |
| 13     | Michel de Maat     | NED  | 2:21.38 |
| 14     | Matti de Vugt      | NED  | 2:21.56 |
| 15     | Danny Pauwelijn    | BEL  | 2:22.14 |
| 16     | Jan de Lange       | NED  | 2:22.36 |
| 17     | Kees de Haan       | NED  | 2:23.07 |
| 18     | Jeffrey Norman     | ENG  | 2:23.14 |
| 19     | Raf Vervaet        | BEL  | 2:23.34 |
| 20     | Peter Zwiers       | NED  | 2:23.36 |

### Vrouwen
| rang   | naam        | land | tijd    |
| ------ | ----------- | ---- | ------- |
| Goud   | Ilona Janko | HUN  | 2:42.16 |
| Zilver | Anne Rindt  | NED  | 2:49.18 |
| Brons  | Sue Graham  | ENG  | 2:51.33 |

1969 ·
1970 ·
1971 ·
1972 ·
1973 ·
1974 ·
1975 ·
1976 ·
1977 ·
1978 ·
1979 ·
1980 ·
1981 ·
1982 ·
1983 ·
1984 ·
1985 ·
1986 ·
1987 ·
1988 ·
1989 ·
1990 ·
1991 ·
1992 ·
1993 ·
1994 ·
1995 ·
1996 ·
1997 ·
2014